# Symphonie burlesque
Pour plus de détails, voir Fiche technique et Distribution.
Symphonie burlesque (titre original : The Big Broadcast of 1936) est un film américain, réalisé par Norman Taurog, sorti en 1935.

## Synopsis
Spud Miller, propriétaire de la station de radio W.H.Y., en est également l'unique présentateur, tandis que son partenaire comique Smiley Goodwin joue le rôle du chanteur maison, Lochinvar, l'idole de millions de femmes. Face à la perspective de la faillite, Spud accueille les suggestions de George Burns et Gracie Allen, qui tentent de leur vendre l'Oeil Radio, une invention conçu par l'oncle de Gracie Allen. Il s'agit d'un appareil de télévision qui peut capter et transmettre n'importe quel signal, à tout moment et en tout lieu. Burns et Allen demandent à Miller une avance de 5 000 $ pour l'invention et Spud décide de participer à un concours international d'émission dont le prix est de 250 000 $. Ysobel, une riche auditrice quoditenne de l'émission, écoute le programme radio de Lochinvar et croit qu'il lui a envoyé une lettre mais découvre consternée qu'il envoie des lettres ç tous les auditeurs de l'émission sans distinctions. Outrée, elle se rend à la station de radio pour tirer sur Lochinvar mais Spud et Smiley parviennent à la convaincre de ne rien faire. 
A la place, ils lui expliquent les avantages qu'elle gagnerait à investir 5 000 dollars dans l'invention de l'Œil de la radio, qui leur permettrait de remporter le concours. Elle emmène Spud et Smiley sur son île des Caraïbes. Elle décidera d'épouser l'un d'entre eux avant minuit. Gordoni, cependant, prévoit de les assassiner. Spud et Smiley parviennent à prévenir George Burns et Gracie Allen à New York, qu'ils courent un grave danger. Burns et Allen partent alors pour l'île sur un bateau et ils sont repérer par un garde-côte qui les prend à son bord et se dirige vers l'île. Gordoni fait mettre à Drowso des boissons pour endormir Ysobel. Spud et Smiley allument l'Oeil de la Radio pour écouter les Petits Chanteurs de Vienne et l'Orchestre Ray Noble de New York afin de distraire Gordoni et ses hommes. 
Spud et Smiley parviennent à s'enfuir dans des autocars avec des attelages de chevaux. Après une folle course poursuite, au cours de laquelle Spud est séparé de ses chevaux dans une bifurcation de la route, ils atteignent la jetée où les garde-côtes, Burns et Allen les rejoignent. Gordoni saute dans la mer et Spud gagne le concours international de radio-diffusion. Spud dit à Ysobel qu'il peut l'épouser mais Elle lui répond qu'elle préfère rester amis.

## Fiche technique
- Titre original : The Big Broadcast of 1936
- Titre français : Symphonie burlesque
- Réalisation : Norman Taurog
- Scénario : Ralph Spence, Walter DeLeon et Francis Martin
- Photographie : Leo Tover
- Pays d'origine : États-Unis
- Format : Noir et blanc - 1,37:1 - Mono
- Genre : musical
- Date de sortie : 1935

## Distribution
- Jack Oakie : Spud Miller
- Bing Crosby : Bing
- George Burns : Lui-même
- Gracie Allen : Elle-même
- Wendy Barrie : Sue
- C. Henry Gordon : Gordoni
- Benny Baker : Herman
- Ethel Merman : Elle-même
- Mary Boland : Mme Sealingsworth
- Charles Ruggles : Wilbur Sealingsworth
- Virginia Weidler : Petite fille
- Guy Standing : Docteur
- Gail Patrick : Infirmière
- Bill Robinson : Specialty
- Fayard Nicholas : Dot
- Akim Tamiroff : Boris
- Samuel S. Hinds : Capitaine